# RTL Turmspringen
Das RTL Turmspringen ist ein erstmals 2022 ausgetragener, von Brainpool produzierter und bei RTL ausgestrahlter Fernsehwettbewerb. Es handelt sich um eine Neuauflage des 2004 bis 2015 ausgetragenen TV total Turmspringens.

## Hintergrund
Im Februar 2022 wurde bekannt, dass Stefan Raab für RTL eine Neuauflage des zuvor als Sondersendung von TV total ausgestrahlten Turmspringens produzieren wird. Die redaktionelle Verantwortung der Neuauflage liegt bei RTL. Geschäftsführer Henning Tewes ließ verlauten, RTL werde das Format „neu aufladen, in unsere Zeit holen und RTLig machen“. Bereits im Februar 2023 wurde der Wettbewerb erneut ausgetragen. Die dritte Austragung fand am 12. Januar 2024 statt.
Das einige Jahre zuvor bei RTL ausgestrahlte Format  Die Pool Champions – Promis unter Wasser galt als Kopie des TV total Turmspringens und führte zu einem Urheberrechtsstreit des Produzenten mit Banijay. Brainpool bzw. Raab TV sind Tochterunternehmen von Banijay und das Produktionsunternehmen des Ursprungsformates.
Die Moderation übernahm das aus Ninja Warrior Germany bekannte Team bestehend aus Frank Buschmann, Jan Köppen und Laura Wontorra. Buschmann war bereits 2015 Co-Moderator des Ursprungsformates.
Am 18. Juni 2024 wurde bekannt, dass das Format wieder von RTL zurück zu ProSieben wechselt und am 21. September wieder als TV total Turmspringen auf ProSieben zu sehen sein wird.

## Ablauf und Wertungen
Es findet ein Wettbewerb im Einzelspringen mit zehn Teilnehmern und ein Wettbewerb im Synchronspringen mit sieben Paaren aus jeweils drei Runden statt, die abwechselnd durchgeführt wurden. In beiden Wettbewerben wird die Teilnehmerzahl nach der ersten Runde um zwei reduziert. Im Finale sind es noch drei Athleten. Aus der gewählten Sprungart und Sprungbretthöhe ergibt sich ein Schwierigkeitsgrad (SG); die Sprünge erhalten von fünf Wertungsrichtern Wertungen, von denen die mittleren drei addiert und mit dem Schwierigkeitsgrad multipliziert die Sprungwertung (Sprung) ergeben. Bei der zweiten Runde werden die Sprungwertungen der ersten beiden Sprünge addiert, bei der dritten Runde nur der letzte Sprung.

## 2022
Das erste RTL Turmspringen fand am 3. Juni 2022 im Berliner Europasportpark statt. Sieger des Wettbewerbs wurden im Einzelspringen der Kunstturner Philipp Boy sowie im Synchronspringen die Ninja Warriors  Stefanie Edelmann und Moritz Hans.
Die Sendung verfolgten 2,1 Mio. Menschen und erreichte damit einen Marktanteil von 11,4 Prozent. Hiervon waren 0,96 Mio. Zusehende aus der Zielgruppe der 14-49-Jährigen, was einem Marktanteil von 21,6 Prozent entsprach.
| 1. Durchgang      | 1. Durchgang | 1. Durchgang | 1. Durchgang | 2. Durchgang | 2. Durchgang | 2. Durchgang | 2. Durchgang | Finale | Finale | Finale |
| Teilnehmer        | SG           | Sprung       | Platz        | SG           | Sprung       | Total        | Platz        | SG     | Sprung | Platz  |
| ----------------- | ------------ | ------------ | ------------ | ------------ | ------------ | ------------ | ------------ | ------ | ------ | ------ |
| Philipp Boy       | 3.5          | 94.50        | 2            | 3.5          | 105.00       | 199.50       | 1            | 4.5    | 119.25 | 1      |
| Jolina Mennen     | 3.0          | 58.50        | 3            | 3.5          | 73.50        | 132.00       | 3            | 3.5    | 68.25  | 2      |
| Stefanie Edelmann | 4.0          | 104.00       | 1            | 4.0          | 84.00        | 188.00       | 2            | 4.5    | 58.50  | 3      |
| Paul Janke        | 2.5          | 53.75        | 6            | 3.0          | 55.50        | 109.25       | 4            |        |        |        |
| Mathias Mester    | 2.5          | 53.75        | 6            | 2.5          | 43.75        | 97.50        | 5            |        |        |        |
| Pascal Hens       | 3.5          | 56.00        | 5            | 2.5          | 41.25        | 97.25        | 6            |        |        |        |
| Nicolas Puschmann | 2.5          | 56.25        | 4            | 2.0          | 39.00        | 95.25        | 7            |        |        |        |
| Lola Weippert     | 2.5          | 51.25        | 8            | 2.5          | 28.75        | 80.00        | 8            |        |        |        |
| Filip Pavlovic    | 3.0          | 42.0         | 9            |              |              |              |              |        |        |        |
| Linda Nobat       | 2.0          | 37.00        | 10           |              |              |              |              |        |        |        |

| 1. Durchgang                            | 1. Durchgang | 1. Durchgang | 1. Durchgang | 2. Durchgang | 2. Durchgang | 2. Durchgang | 2. Durchgang | Finale | Finale | Finale |
| Teilnehmer                              | SG           | Sprung       | Platz        | SG           | Sprung       | Total        | Platz        | SG     | Sprung | Platz  |
| --------------------------------------- | ------------ | ------------ | ------------ | ------------ | ------------ | ------------ | ------------ | ------ | ------ | ------ |
| Stefanie Edelmann Moritz Hans           | 3.0          | 61.50        | 1            | 3.5          | 78.75        | 140.25       | 1            | 4.5    | 83.25  | 1      |
| Lola Weippert Charlotte Weippert        | 2.5          | 51.25        | 2            | 2.5          | 50.00        | 101.25       | 2            | 2.5    | 50.00  | 2      |
| Jay Khan Marc Terenzi                   | 2.0          | 48.00        | 3            | 2.5          | 50.00        | 98.00        | 3            | 2.0    | 41.00  | 3      |
| Bella Lesnik Angela Finger-Erben        | 2.0          | 44.00        | 5            | 2.5          | 40.00        | 84.00        | 4            |        |        |        |
| Felix von Jascheroff Felix van Deventer | 2.0          | 44.00        | 4            | 3.0          | 30.00        | 74.00        | 5            |        |        |        |
| Paul Janke Dominik Stuckmann            | 2.0          | 36.00        | 6            |              |              |              |              |        |        |        |
| Jens Knossalla Mathias Mester           | 3.0          | 34.50        | 7            |              |              |              |              |        |        |        |

## 2023
Das zweite RTL Turmspringen wurde am 10. Februar 2023 ausgetragen. Austragungsort und Moderation blieben unverändert. Gewinner wurden im Einzelspringen der Kunstturner Fabian Hambüchen sowie im Synchronspringen die Ninja Warriors Arleen Schüßler und Simon Brunner.
1,96 Millionen Zuschauerinnen und Zuschauer verfolgten das RTL Turmspringen diesmal, die 9,0 Prozent Marktanteil beim Gesamtpublikum nach sich zogen. 0,83 Millionen davon waren zwischen 14 und 49 Jahren alt, was in dieser Altersgruppe 16,8 Prozent Marktanteil entsprach.
| 1. Durchgang      | 1. Durchgang | 1. Durchgang | 1. Durchgang | 2. Durchgang | 2. Durchgang | 2. Durchgang | 2. Durchgang | Finale | Finale | Finale |
| Teilnehmer        | SG           | Sprung       | Platz        | SG           | Sprung       | Total        | Platz        | SG     | Sprung | Platz  |
| ----------------- | ------------ | ------------ | ------------ | ------------ | ------------ | ------------ | ------------ | ------ | ------ | ------ |
| Fabian Hambüchen  | 3,5          | 91,00        | 1            | 5,5          | 107,25       | 198,25       | 1            | 5,0    | 142,50 | 1      |
| Marc Terenzi      | 2,5          | 51,25        | 6            | 3,0          | 66,00        | 117,25       | 3            | 3,0    | 69,00  | 2      |
| Jolina Mennen     | 3,0          | 45,00        | 8            | 3,5          | 75,25        | 120,25       | 2            | 3,5    | 00,00  | 3      |
| Luigi Birofio     | 3,0          | 70,00        | 2            | 3,0          | 45,00        | 115,00       | 4            |        |        |        |
| Benedikt Sigmund  | 3,0          | 64,50        | 3            | 3,0          | 45,00        | 109,50       | 5            |        |        |        |
| Adriano Salvaggio | 3,5          | 63,00        | 4            | 2,0          | 45,00        | 108,00       | 6            |        |        |        |
| Tobias Wegener    | 3,0          | 54,00        | 5            | 2,5          | 45,00        | 99,00        | 7            |        |        |        |
| Calvin Kleinen    | 2,5          | 48,75        | 7            | 3,0          | 48,00        | 96,75        | 8            |        |        |        |
| Céline Denefleh   | 1,5          | 28,50        | 9            |              |              |              |              |        |        |        |
| Irina Schlauch    | 3,5          | 24,50        | 10           |              |              |              |              |        |        |        |

Benedikt Sigmund ersetzte kurzfristig den im Training verletzten René Casselly.
| 1. Durchgang                      | 1. Durchgang | 1. Durchgang | 1. Durchgang | 2. Durchgang | 2. Durchgang | 2. Durchgang | 2. Durchgang | Finale | Finale | Finale |
| Teilnehmer                        | SG           | Sprung       | Platz        | SG           | Sprung       | Total        | Platz        | SG     | Sprung | Platz  |
| --------------------------------- | ------------ | ------------ | ------------ | ------------ | ------------ | ------------ | ------------ | ------ | ------ | ------ |
| Arleen Schüßler Simon Brunner     | 3,5          | 73,50        | 1            | 4,0          | 90,00        | 163,50       | 1            | 3,5    | 56,00  | 1      |
| Calvin Kleinen Tobias Wegener     | 3,0          | 63,00        | 2            | 2,5          | 17,50        | 80,50        | 2            | 3,0    | 46,50  | 2      |
| Laura Dahm Janique Johnson        | 2,0          | 40,00        | 4            | 2,5          | 15,00        | 55,00        | 4            | 2,5    | 38,75  | 3      |
| Irina Schlauch Lars Tönsfeuerborn | 1,5          | 32,25        | 5            | 2,0          | 29,00        | 61,25        | 3            |        |        |        |
| Thomas Drechsel Timur Ülker       | 2,5          | 41,25        | 3            | 1,5          | 6,75         | 48,00        | 5            |        |        |        |
| Nadja Benaissa Lucy Diakovska     | 2,0          | 31,00        | 6            |              |              |              |              |        |        |        |
| Samira Klampfl Serkan Yavuz       | 1,5          | 10,50        | 7            |              |              |              |              |        |        |        |

Weil Tönsfeuerborn sich im zweiten Durchgang verletzt hatte, konnten Dahm und Johnson für ihn und Schlauch ins Finale nachrücken.

## 2024
Die dritte Ausgabe des RTL Turmspringens fand am 12. Januar 2024 statt. Austragungsort und Moderation bleiben erneut unverändert.
Gewinner wurden im Einzelspringen der Zirkusartist und Ninja Warrior René Casselly sowie im Synchronspringen die Ninja Warriors Ada Theilken und Benni Grams.
| 1. Durchgang      | 1. Durchgang | 1. Durchgang | 1. Durchgang | 2. Durchgang | 2. Durchgang | 2. Durchgang | 2. Durchgang | Finale | Finale | Finale |
| Teilnehmer        | SG           | Sprung       | Platz        | SG           | Sprung       | Total        | Platz        | SG     | Sprung | Platz  |
| ----------------- | ------------ | ------------ | ------------ | ------------ | ------------ | ------------ | ------------ | ------ | ------ | ------ |
| René Casselly     | 6,0          | 117,00       | 1            | 6,5          | 158,00       | 273,00       | 1            | 7,0    | 126,00 | 1      |
| Fabian Hambüchen  | 3,5          | 85,75        | 2            | 5,5          | 123,75       | 209,50       | 2            | 8,0    | 108,00 | 2      |
| Philipp Boy       | 4,5          | 58,50        | 3            | 5,0          | 85,00        | 143,50       | 3            | 5,0    | 85,00  | 3      |
| Paul Janke        | 3,0          | 49,50        | 6            | 3,5          | 68,25        | 117,75       | 4            |        |        |        |
| Valentin Lusin    | 2,5          | 50,00        | 5            | 3,0          | 40,50        | 90,50        | 5            |        |        |        |
| Marco Cerullo     | 2,0          | 42,00        | 7            | 2,5          | 38,75        | 80,75        | 6            |        |        |        |
| Zico Banach       | 2,5          | 52,50        | 4            | 3,0          | 24,00        | 76,50        | 7            |        |        |        |
| Zoe Flindris      | 1,5          | 23,25        | 8            | 1,5          | 27,75        | 51,00        | 8            |        |        |        |
| Aurelia Lamprecht | 1,5          | 12,00        | 9            |              |              |              |              |        |        |        |
| Sam Dylan         | 1,5          | 0,00         | 10           |              |              |              |              |        |        |        |

| 1. Durchgang                                 | 1. Durchgang | 1. Durchgang | 1. Durchgang | 2. Durchgang | 2. Durchgang | 2. Durchgang | 2. Durchgang | Finale | Finale | Finale |
| Teilnehmer                                   | SG           | Sprung       | Platz        | SG           | Sprung       | Total        | Platz        | SG     | Sprung | Platz  |
| -------------------------------------------- | ------------ | ------------ | ------------ | ------------ | ------------ | ------------ | ------------ | ------ | ------ | ------ |
| Ada Theilken Benni Grams                     | 3,0          | 57,00        | 2            | 4,0          | 92,00        | 149,00       | 1            | 4,0    | 104,00 | 1      |
| Thorsten Legat Nico Legat                    | 3,0          | 67,50        | 1            | 3,5          | 63,00        | 130,50       | 2            | 3,5    | 40,25  | 2      |
| Zico Banach Paco Herb                        | 3,0          | 55,50        | 3            | 2,0          | 46,00        | 101,50       | 3            | 3,0    | 0,00   | 3      |
| Mariia Maksina Valentin Lusin                | 2,5          | 42,50        | 4            | 2,5          | 37,50        | 80,00        | 4            |        |        |        |
| Benjamin Heinrich Valea Katharina Scalabrino | 2,5          | 42,50        | 4            | 2,5          | 28,75        | 71,25        | 5            |        |        |        |
| Kim Hnizdo Jacky Wruck                       | 1,5          | 22,50        | 6            |              |              |              |              |        |        |        |
| Vanessa Grassl Jenny Grassl                  | 1,5          | 15,75        | 7            |              |              |              |              |        |        |        |

## Einschaltquoten
| Ausgabe | insgesamt | insgesamt   | 14–49 Jahre | 14–49 Jahre |
| Ausgabe | Zuschauer | Marktanteil | Zuschauer   | Marktanteil |
| ------- | --------- | ----------- | ----------- | ----------- |
| 2022    | 2,1 Mio.  | 11,4 %      | 0,96 Mio.   | 21,6 %      |
| 2023    | 1,96 Mio. | 9,0 %       | 0,83 Mio.   | 16,8 %      |
| 2024    | 1,97 Mio. | 10,1 %      | –           | 18,3 %      |